# Янка в Харькове
В Харькове (известен также, как Янка в Харькове, хотя первое слово не является частью названия альбома) — запись квартирного концерта Янки Дягилевой, сделанная 28 февраля 1989 года. Выпущен в виде аудиокассеты студией Отделение «Выход».

## История создания
В феврале 1989 года в Харькове проходил Фестиваль «Рок Против Сталинизма», куда вместе с группой Гражданская оборона поехала не участвовавшая в нём официально Янка. В последний день фестиваля, 28 февраля, был организован большой квартирник с участием Егора Летова, Янки и Александра Чернецкого. На концерте было около 25 слушателей. Янка пела второй, после Летова. Алексей Коблов, бывший на концерте, вспоминает, что выступать Янке после Летова было непросто. В издание не вошли 2 песни с концерта: «Домой!» — на которой кончилась плёнка, и «На чёрный день», сохранившаяся в записи лишь частично, Дягилева начинала петь её, когда в доме произошло отключение электричества.

## Тематика альбома
Песни концерта объединяет тема обреченности и загнанность человека в мире, концерт начинается с песни «Особый резон» в которой поётся о том, что «нас поведут на убой», поскольку «На то особый отдел, на то особый режим, на то особый резон», а заканчивается песней «Продано!», где говорится о том что, лирический герой песни насильственно лишён какого-либо права на индивидуальность, и проданы не только его жизнь и смерть, но и даже тень. С этой точки зрения концерт Янки является таким же концептуально-целостным как и её официальные альбомы.

## Список композиций
Слова и музыка всех песен — ― Янка Дягилева.
| №                   | Название                     | Длительность |
| ------------------- | ---------------------------- | ------------ |
| 1.                  | «Особый резон»               | 2:50         |
| 2.                  | «От большого ума»            | 3:54         |
| 3.                  | «По трамвайным рельсам»      | 2:16         |
| 4.                  | «Рижская»                    | 1:40         |
| 5.                  | «Декорации»                  | 1:19         |
| 6.                  | «Берегись!»                  | 3:51         |
| 7.                  | «Гори, гори ясно»            | 2:26         |
| 8.                  | «Деклассированным элементам» | 4:17         |
| 9.                  | «Продано»                    | 3:27         |
| Общая длительность: | Общая длительность:          | 26:00        |